# 大熊湖太陽天文台
大熊湖太陽天文台（BBSO）是一個以太陽望遠鏡研究太陽物理的天文台，天文台的儀器設備和望遠鏡是專為研究太陽系的這顆恆星活動和現象而設計的。這個天文台也使用全球日震觀測網（GONG）的望遠鏡參與實驗性的日震學研究。大熊湖太陽天文台自1997年起由新澤西理工學院管理與運作。
大熊湖太陽天文台位於加利福尼亞州聖伯納迪諾山的大熊湖北岸，建立了一條堤道將天文台置入開放的水域中。

## 關於天文台
這個天文台是加州理工學院於1969年在哈樂德·奇林教授指導下建立的，大熊湖優越的地位使它有著清澈的天空。這個湖的表面高度在海拔6,750英呎，它凸出的半島地位對環繞建築物週圍的大氣提供了良好的冷卻效果，並消除了通常地面熱輻射會導致的熱畸變。在1997年，天文台的管理被轉移給新澤西理工學院，資金來自美國國家航空暨太空總署、美國國家科學基金會、美國空軍和其他機構。

## 儀器
這個天文台操作著65公分的真空反射望遠鏡、25公分的真空折射鏡和20公分的全圓盤面望遠鏡。65公分和25公分的望遠鏡研究太陽黑子，全圓盤面望遠鏡追蹤從日出到日落的完整太陽軌跡。
在2007年春天之後，計畫以新的、有更清晰的影像和大口徑的1.6米望遠鏡取代65公分、25公分的真空折射鏡和20公分的望遠鏡，20公分的望遠鏡則以類似，但球較小的圓頂來取代。舊有的圓頂以更大、更接近球形與更通風的圓頂取代，以容納來自DFM Engineering的1.6米望遠鏡，它在2008年中建造，並於2009年1月開始觀測太陽。

## 導覽
自從新的望遠鏡建造之後，它沒有安排公眾的參觀導覽，有關更多的資訊請聯繫天文台：
Big Bear Solar Observatory
40836 North Shore Lane
Big Bear City, CA 92314
Phone: (909) 866-5791

## 外部連結
- Big Bear Solar Observatory Clear Sky Clock（页面存档备份，存于） Forecast of observing conditions.